# فيغار بول غونارسون
فيغار بول غونارسون (بالإنجليزية: Veigar Páll Gunnarsson)‏ (مواليد 21 مارس 1980 في ريجيافيك) لاعب كرة قدم آيسلندي دولي يجيد اللعب في خط الهجوم . يلعب حاليا لصالح ستابايك النرويجي منذ 2009 .

## روابط خارجية
- فيغار بول غونارسون على موقع IMDb (الإنجليزية)
- فيغار بول غونارسون على موقع اتحاد النرويج (النرويجية)
- فيغار بول غونارسون على موقع قاعدة بيانات كرة القدم.إي يو (الإنجليزية)
- فيغار بول غونارسون على موقع ناشيونال فوتبول تيمز (الإنجليزية)
- فيغار بول غونارسون على موقع Soccerway.com (الإنجليزية)
- فيغار بول غونارسون على موقع عالم كرة القدم.نت (الإنجليزية)